# Végrendelet
A végrendelet (régiesen testamentum) a végintézkedés egyik formája: egyoldalú jognyilatkozat, amelyben a nyilatkozó magánszemély azt határozza meg, hogy halála után ki vagy kik váljanak vagyona tulajdonosává.

## Végrendelet a magyar jogban
A magyar öröklésjog szabályai szerint az örökhagyó hagyatéka elsősorban végintézkedéssel száll át az örökösökre. Végintézkedés hiányában a törvényes öröklés rendje érvényesül. 

### A végrendelet fajtái
A végrendelet lehet
1. szóbeli vagy
2. írásbeli.

A szóbeli végrendelkezés csak akkor érvényes, ha
- a végrendelkező
  - életveszélyben van;
  - képtelen írásbeli végrendelkezésre;
  - egybefüggően és teljes terjedelmében közli akaratát, és
  - kijelenti, hogy ez az ő végrendelete. Szükséges továbbá
- két cselekvőképes tanú együttes jelenléte, akik
  - utólag egymástól függetlenül, egybehangzóan adják elő az örökhagyó végrendeletét, és
  - akik közül egyik sem kedvezményezettje a végrendeletnek.

Minden más esetben írásbeli végrendelet szükséges. Ez lehet
1. közvégrendelet vagy
2. magánvégrendelet.

- Közvégrendeletet közjegyző vagy helyi bíróság készíthet. Ha az örökhagyó vak vagy névaláírásra képtelen, kizárólag közvégrendeletet tehet. Ez utóbbi esetben a végrendeleten aláírását a közjegyző aláírása pótolja.

- Az írásbeli magánvégrendelet lehet

1. holográf (saját kézzel írt)
2. allográf (más által készített)
3. közjegyzőnél tett magánvégrendelet

- Holográf végrendeletet: írásbeli magánvégrendelet, amelyet az örökhagyó az elejétől a végéig maga ír és aláír.
- Allográf végrendelet: írásbeli magánvégrendelet, amelyet az örökhagyó két tanú együttes jelenlétében aláír, vagy ha azt már aláírta, az aláírását két tanú előtt magáénak ismer el és a végrendeletet mindkét esetben a tanúk is e minőségük feltüntetésével írják alá.
- közjegyzőnél tett magánvégrendelet: magánvégrendelet, amelyet az örökhagyó aláír és végrendeletként feltüntetve – akár nyílt akár zárt iratként – a közjegyzőnél személyesen letétbe helyez.

### A végrendelet érvényességi kellékei

#### Allográf végrendelet
Az alábbi közös kritériumokon túl az allográf végrendeletnél érvényességi kellék, hogy azt két tanú hitelesítse az örökhagyó névaláírását. A tanúknak nem szükséges ismerniük a végrendelet tartalmát, sőt azt sem kell tudniuk, hogy az okirat, amit aláírásukkal hitelesítenek, végrendelet. Feltétel azonban, hogy egyik tanú se legyen kedvezményezettje a végrendeletnek. A csak ügyvédi ellenjegyzést tartalmazó végrendelet érvénytelen (Ptk. 629. § (1) bek.)

#### Közös kritériumok
1. Végrendeletet csak élő magánszemély tehet.
2. A magyar jog házastársak esetében lehetővé teszi a közös végrendelkezés lehetőségét.
3. A végrendelet alaki kellékei a következők:

- Ki kell derülni belőle, hogy ez az örökhagyó végrendelete. Nem szükséges, hogy az okiratban szerepeljen a „végrendelet” szó, de egyértelműnek kell lennie, hogy az halál esetére történő végrendelkezés.
- Szükséges az egyértelmű örökösnevezés, vagyis az, hogy a szövegből beazonosítható legyen a kedvezményezett személye. Nem érvényes tehát az az örökösnevezés, amely egy feltétel bekövetkeztétől függ, pl.: „a halálom évében az NB-I-ben győztes focicsapat kapusa” vagy „Kovács János majdan megszülető ötödik gyermeke”. Lehet azonban örökös az, aki a végrendelet készítésekor még nem született meg, de már megfogant.
- A végrendeletnek tartalmaznia kell a keltezés helyét és idejét.
- Ha a végrendelet több lapból áll,
  - azokat folyamatos oldalszámozással kell ellátni, és
  - minden egyes oldalt alá kell írni mind az örökhagyónak, mind a hitelesítő tanúknak vagy ügyvédnek. Ez utóbbi kritérium közvégrendeletre nem vonatkozik.

### A közjegyzői letét
A végintézkedőnek lehetősége van arra, hogy akár holográf, akár allográf végrendeletét bármely közjegyzőnél letétbe helyezze. A közjegyzőnek nem szükséges ismernie a végrendelet tartalmát. A közjegyző – a közjegyzői okirat kritériumainak megfelelően – tanúsítványt állít ki arról, hogy az ügyfél átadott neki egy zárt borítékot, amelyről kijelentette, hogy az az ő végrendeletét tartalmazza. A borítékot a tanúsítványhoz fűzi, és okirattárában megőrzi. Az ügyfél igazolást kap arról, hogy a közjegyző letétbe vette végrendeletét.

### A Végintézkedések Országos Nyilvántartása
A Magyar Országos Közjegyzői Kamara üzemelteti a Végintézkedések Országos Nyilvántartása (VONY) nevű elektronikus rendszert. Ha az örökhagyó közvégrendeletet készít vagy magánvégrendeletét letétbe helyezi, kérheti e tény rögzítését a VONY-ban. Minden magyar közjegyzőnek minden egyes hagyatéki ügyben kötelessége, hogy lekérdezze a VONY-t, hogy az örökhagyónak van-e ott rögzített végintézkedése. Ha a lekérdezés eredménye pozitív, abból kiderül, hogy az országban hol található a kérdéses okirat, és azt hivatalosan bekéri az iratot őrzőtől. E rendszer előnye, hogy amikor a hagyatéki tárgyalásra sor kerül, nem fordulhat elő, hogy kiderül: elkallódott a végrendelet.

### A végrendelet hatálya
A szóbeli végrendelet hatályát veszti, amennyiben azt követően az örökhagyónak legalább 3 hónapig lehetősége lett volna arra, hogy más alakban végrendelkezzen.
Az írásbeli végrendelet hatályát veszti, ha
- megsemmisül,
- az örökhagyó azt közjegyzői okiratba vagy teljes bizonyító erejű magánokiratba foglalt nyilatkozatával visszavonja, vagy
- az örökhagyó újabb keltezésű végintézkedést készít.

Az újabb végrendelet annyiban hatálytalanítja a korábbit, amennyiben a vagyon ugyanazon részéről rendelkezik. Tehát ha például az örökhagyó a korábbi végrendeletében a lakását és az autóját X-re hagyta, majd egy későbbi időpontban készült végrendeletében a lakását Y-ra hagyta, akkor a lakást Y fogja örökölni, az autót X.

### Élő végrendelet
Egy még cselekvőképes személy rendelkezhet arról, hogy cselekvőképtelenné válása (tehát nem halála!) esetén mi történjék vele.
Az élő végrendelet tehát egyfajta előzetes rendelkezés arra az esetre ha később betegség, vagy baleset következtében cselekvőképtelen állapotban egészségügyi ellátásra kerülne sor.
Egyik formája, amikor általánosan a beleegyezés jogát ruházza át másra a végrendelkező. Másik formája, amikor az életfenntartó, életmentő kezelések tekintetében történik rendelkezés a fentiekről. 